# Colostethus panamansis
Colostethus panamansis, tiếng Anh thường gọi là common rocket frog là một loài ếch độc Dendrobatidae. Loài này có ở Colombia và Panama. Môi trường sống tự nhiên của chúng là rừng ẩm vùng đất thấp nhiệt đới hoặc cận nhiệt đới và sông ngòi. Chúng hiện đang bị đe dọa vì mất môi trường sống và nhiễm nấm Chytridiomycota.

## Hình ảnh

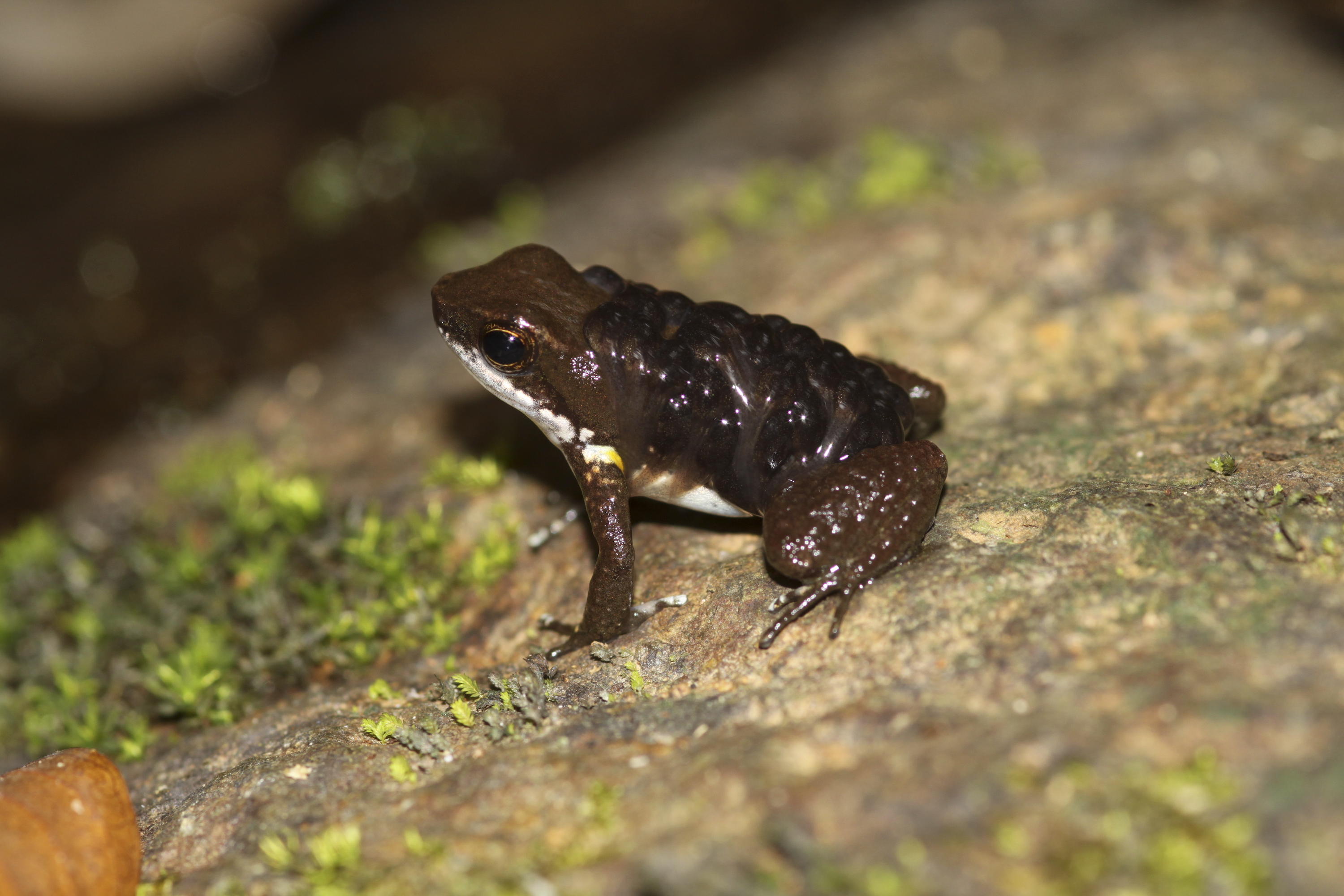